# Judge Dread
Alexander Minto Hughes (2 mai 1945 – 13 mars 1998), mieux connu sous le nom de Judge Dread, est un musicien de reggae et de ska britannique. Il est le premier artiste blanc à obtenir un hit reggae en Jamaïque. La BBC a censuré plusieurs de ses chansons en raison de son utilisation fréquente de sous-entendus sexuels et des doubles sens. À sa mort, on peut lire dans Rolling Stone : « Il a vendu plusieurs millions d'albums tout au long de ses 25 ans de carrière et a été le second plus grand artiste de reggae au cours des années 1970 au Royaume-Uni en nombre de ventes, après Bob Marley ».

## Débuts
Hughes nait le 2 mai 1945, quelques jours avant  la fin de la Seconde Guerre mondiale. Il découvre la musique jamaïcaine adolescent lorsqu'il vit à Brixton, au sud-ouest de Londres. Hughes, jeune homme au physique imposant, rencontre des artistes jamaïcains tels Derrick Morgan et Prince Buster lorsqu'il travaille comme videur dans des boîtes de Londres, comme le Ram Jam à Brixton, ou en tant que garde du corps,. Après avoir été lutteur professionnel (sous le pseudonyme du « Bourreau Masqué ») et recouvreur de dettes pour Trojan Records, il travaille en tant que DJ sur une radio locale. Dans les années 1960, il est aussi parfois membre de service d'ordre pour les Rolling Stones.

## Carrière musicale
En 1969, après que Prince Buster ait obtenu un joli succès underground avec son titre Big Five, Hughes enregistre un morceau intitulé Big Six, inspiré de Little Boy Blue de Verne and Son, repéré par Lee Gopthal, patron de Trojan, et publié sur le sous-label Big Shot. Hughes choisit Judge Dread comme nom de scène, d'après un autre titre de Prince Buster. Selon le journal britannique The Independent, ça s'est passé après qu'il a fait écouter la piste à l'équipe de production de Trojan Records en 1972. Un des membres de l'équipe, Joe Sinclair, a rappelé plus tard : « Quand Dread a apporté sa demo, nous n'avions pas vraiment cru que ce serait un tube national, mais nous avions compté que nous pourrions chercher quelque chose comme 70 000 ventes grâce à un changement de titre. Voyez-vous, Judge l'avait appelé Little Boy Blue, alors que je pensais que Big Six susciterait plus d'intérêt, en rendant l'association avec le Big Five de Prince Buster plus évidente. Il s'est vendu à 300 000 exemplaires et a passé 27 semaines dans les charts Britanniques. En 1973, il a même été no 1 en Afrique ». Big Six, atteint la 11e place des charts au Royaume-Uni en 1972, avec plus de 300 000 exemplaires vendus, et reste six mois dans les hit-parades, en dépit de son absence de diffusion en radio en raison de ses paroles.. D'autres singles à succès suivent avec Big Seven (co-écrit par Rupie Edwards) et Big Eight, tous deux basés sur le modèle de versions lubriques de comptines enfantines avec un rythme reggae, ainsi que Y Viva Suspenders et Up with the Cock.
Judge Dread est le premier artiste blanc à obtenir un hit reggae en Jamaïque, ce qui l'amène à y faire une tournée, où beaucoup sont surpris de découvrir qu'il est blanc. Dread se classe onze fois dans les charts anglais au cours des années 1970, ce qui est plus que tout autre artiste de reggae (y compris Bob Marley). Le Guinness book des Records crédite Judge Dread pour avoir le nombre le plus élevé (onze) de chansons censurées de tous les temps. Plusieurs de ses chansons mentionnent Snodland, la petite ville du Kent où il vécut, y compris The Belle of Snodland Town. Il y a une rue à Snodland qui porte son nom, la Alex Hughes Close.
Judge Dread est aussi un auteur-compositeur, qui attire l'attention d'Elvis Presley. Celui-ci souhaite enregistrer A Child's Prayer pour l'offrir à Noël à sa fille Lisa Marie en 1977. Malheureusement, il meurt avant de pouvoir l'enregistrer. Dread participe à l'organisation d'un concert de charité mettant en vedette The Wailers et Desmond Dekker, et publie un single caritatif intitulé Molly. Malgré l'absence de sous-entendus dans les paroles, la chanson est encore interdite de la radio, et n'a aucun classement. Ses enregistrements publiés sous les pseudonymes de JD Alex et Jason Sinclair sont aussi interdits par la BBC.

## Décès
Judge Dread meurt d'une crise cardiaque au moment où il quitte la scène après un spectacle au Penny Theatre de Canterbury, le 13 mars 1998. Lorsqu'il s'écroule, le public pense d'abord que son comportement faisait partie du show. Un ambulancier dans la foule comprend qu'il n'en est rien et tente de le réanimer[pas clair]. Il est emmené peu de temps après au Kent and Canterbury Hospital où sa mort est prononcée.

## Héritage
À la suite de la mort de Judge Dread, Pierre Perrone, de The Independent, écrit : « Son jeu de scène, mélange de vaudeville, de music-hall, et de premier degré, a été sans aucun doute une influence majeure pour Ian Dury (regardez Razzle in My Pocket, la face B de Sex and Drugs and Rock and Roll) et Buster Bloodvessel, qui avait l'habitude de montrer ses fesses pour clore les concerts de Bad Manners, un mouvement très Judge Dread en effet ».

## Discographie

### Singles
| Année | Face A                           | Face B                 | Royaume-UNI |
| ----- | -------------------------------- | ---------------------- | ----------- |
| 1972  | Big Six                          |                        | 11          |
| 1972  | Big Seven                        |                        | 8           |
| 1973  | Big Eight                        |                        | 14          |
| 1973  | Big One                          | Oh She Is A Big Girl   | –           |
| 1974  | Big Nine                         |                        | –           |
| 1974  | Grandad's Flannelette Nightshirt |                        | –           |
| 1975  | Je t'aime… moi non plus          |                        | 9           |
| 1975  | Big Ten                          |                        | 14          |
| 1975  | Christmas in Dreadland           | Come Outside           | 14          |
| 1976  | The Winkle Man                   |                        | 35          |
| 1976  | Y Viva Suspenders                |                        | 27          |
| 1978  | Up with the Cock                 |                        | 49          |
| 1978  | Hokey Cokey                      | Jingle Bells           | 64          |
| 1980  | Will I What                      | Last Tango in Snodland | –           |
| 1982  | My Name's Dick                   |                        | –           |
| 1984  | Relax                            | 76                     |             |

### EP's
| Année | Titre           | Les pistes                                                                      | Royaume-UNI |
| ----- | --------------- | ------------------------------------------------------------------------------- | ----------- |
| 1977  | 5th Anniversary | - Jamaica Jerk (Off) - Bring Back The Skins - End of the World - Big Everything | 31          |

### Albums
- Dreadmania: It's All In The Mind (1972, Trojan)
- Working Class 'Ero (1974, Trojan)
- Bedtime Stories – (1975, Creole) – UK Albums Chart # 26
- Last of The Skinheads (1976, Cactus)
- 40 Big Ones – (1977, Creole) – # 51
- Reggae and Ska – (1980, Cargo Records, Allemagne)
- Rub a Dub (1981, Creole)
- Not Guilty (1984, Creole)
- Live and Lewd (1988, Skank)
- King of Rudeness (1989, Skank)
- Never Mind Up with the Cock, Here's Judge Dread (1994, Tring)
- Ska'd For Life (1996, Magnum)
- Dread White and Blue (1996, Magnum)